# Fábiánsebestyén
Fábiánsebestyén is een plaats (község) en gemeente in het Hongaarse comitaat Csongrád. Fábiánsebestyén telt 2197 inwoners (2007).